# やまのキング
やまのキング（本名:山野 嘉久（やまの よしひさ）、1972年4月20日 - ）は、タレント・パチンコライター。

## 略歴
大分県出身。
高校卒業後、大阪の大学に進学。大学では落語研究会に入り、同じ落研の林勲（現:ザ・はやし）とお笑いコンビ・コントーズを結成。大学4年だった1996年に第17回ABCお笑い新人グランプリに素人ながら出場し決勝に進出（この時の最優秀新人賞は中川家）。だがこの時点ではまだ大学生であり、本気で芸人を目指していなかったためデビューはしなかった。
その後、大阪では特にすることもなくフラフラ過ごした後に上京。ライブ出演やオーディション参加など細々と芸人として活動していた時に、ラジオのパチンコ番組でリスキー長谷川と出会う。リスキーから漫画の原作を依頼されたことがきっかけでパチンコ関係の仕事に携わるようになる。
芸人としての限界を感じていたこともあってパチンコの仕事一本で行くこと決め、2001年にコントーズは解散。解散後は『パチンコ必勝ガイド』のライターの他、スカパー!の専門チャンネルのパチンコ・パチスロ番組にも出演。
その後『パチンコ必勝ガイド』のライターを辞め、地元九州に戻りパチンコライターを取り仕切る代理店の社長に就任。社長業を6,7年つづけた後、事業をDMMに譲渡。譲渡後はDMM社員としてこれまでの業務を続けながら、九州を拠点としたタレントとしてパチンコ関連のネット動画やテレビ番組に出演している。

## 主な出演番組
コントーズとして
- 爆笑BOOING（関西テレビ） - 勝ち抜けず
- 第17回ABCお笑い新人グランプリ（ABCテレビ、1996年1月15日）
- 爆笑オンエアバトル（NHK総合テレビ） - 戦績0勝2敗/最高165KB

やまのキングとして
- THEプレミアムハンター（パチ・スロ サイトセブンTV）
- やまのキングのプレハンZERO（パチ・スロ サイトセブンTV）
- ぱちタウンTV（TVQ九州放送他）